# Simon-Napoléon Parent
Simon-Napoléon Parent (ur. 12 września 1855, zm. 7 września 1920) – kanadyjski polityk, premier prowincji Quebec z ramienia Liberalnej Partii Quebecu.
Urodził się 12 września 1855 w rodzinie rolniczo-rzemieślniczej. Początkowo planował zostać nauczycielem, w trakcie studiów zmienił zdanie i zainteresował się ekonomią i został księgowym. Później powrócił na uniwersytet w Laval i ukończył studia prawnicze. Praktykował prawo we własnej firmie adwokackiej.
W 1881 pierwszy raz wybrany do Zgromadzenia Narodowego Quebecu. Wybierany w kolejnych wyborach zaczął się wspinać po politycznej drabinie. Początkowo aktywny w polityce samorządowej – najpierw jako członek rady miejskiej Quebecu, a potem burmistrz tego miasta. Sprawował także szereg funkcji w administracjach podczas rządów liberałów. Był ministrem zasobów naturalnych i rybołówstwa. W 1900, po śmierci Felixa-Gabriela Marchanda objął kierownictwo partii i rząd. Urząd premiera sprawował do 1905. W swej polityce ekonomicznej spowodował szeroki napływ kapitału zagranicznego, głównie w eksploatacji zasobów naturalnych. To, choć znacznie poprawiło finanse publiczne, spowodowało szeroko zakrojony krytycyzm ze strony bardziej nacjonalistycznie nastawionych liberałów. Autokratyczny styl sprawowania rządów, oraz podejrzenia o korupcję zraziły mu pozostałych. Pomimo zdecydowanego zwycięstwa w wyborach parlamentarnych 1905 roku, wobec silnej opozycji wewnątrzpartyjnej, którą kierowali Lomer Gouin, Adélard Turgeon i William Alexander Weir, Parent został zmuszony do ustąpienia ze stanowiska, rezygnując jednocześnie z mandatu poselskiego. Rezygnacja nie oznaczała jednak końca jego zaangażowania w administrację prowincjonalną. Od 1905 sprawował funkcje prezydenta Transkontynentalnej drogi kolejowej, a w latach 1911–1920 był komisarzem wód śródlądowych.
W 1902 otrzymał doktorat honorowy Bishop’s College. Opublikował szereg prac naukowych z czego najważniejszymi są: 1892 – la Loi de la cession des biens oraz 1903 – Discours sur la question des droits de coupe sur le bois de pulpe.
Zmarł 7 września 1920.